# Fleischers Weidenröschen
Fleischers Weidenröschen (Epilobium fleischeri Hochst., Syn.: Chamaenerion fleischeri (Hochst.) Fritsch, Chamerion fleischeri (Hochst.) Holub) ist eine Pflanzenart aus der Gattung der Weidenröschen (Epilobium) oder Chamaenerion bzw. Chamerion innerhalb der Familie der Nachtkerzengewächse (Onagraceae). In Österreich wird diese Art auch Bergbach-Weidenröschen oder Kies-Weidenröschen genannt.

## Beschreibung

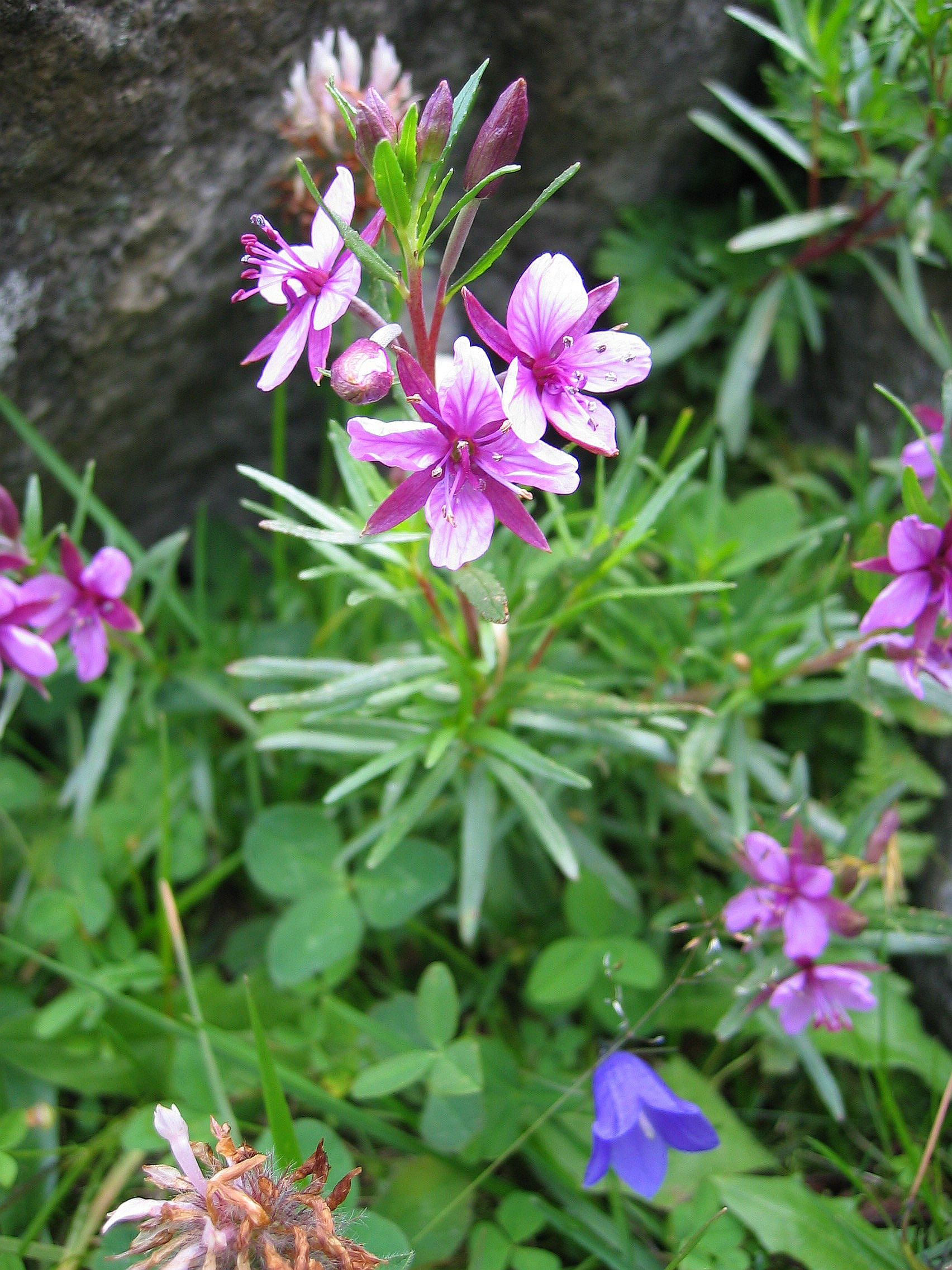
Fleischers Weidenröschen

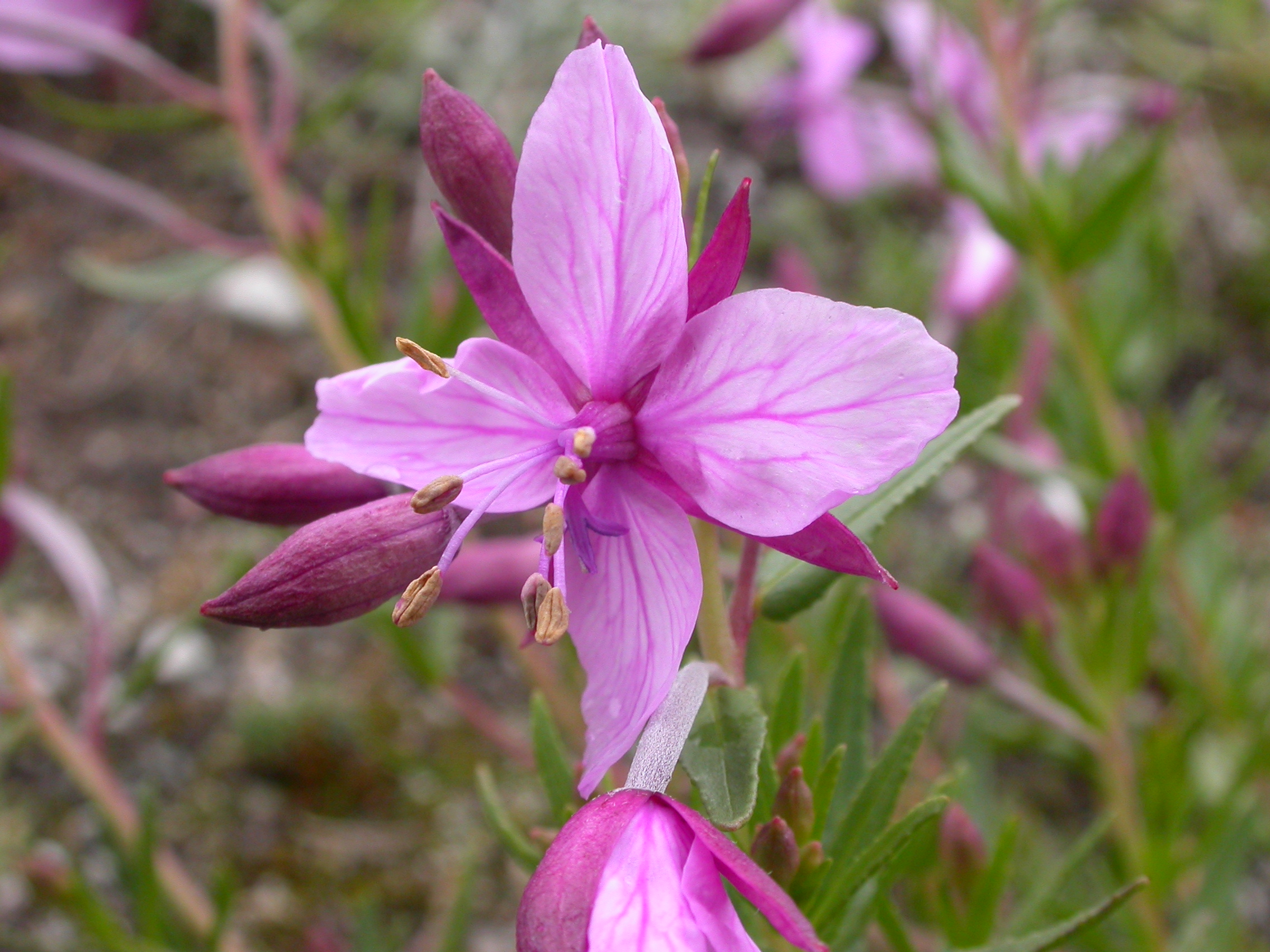
Blüte im Detail

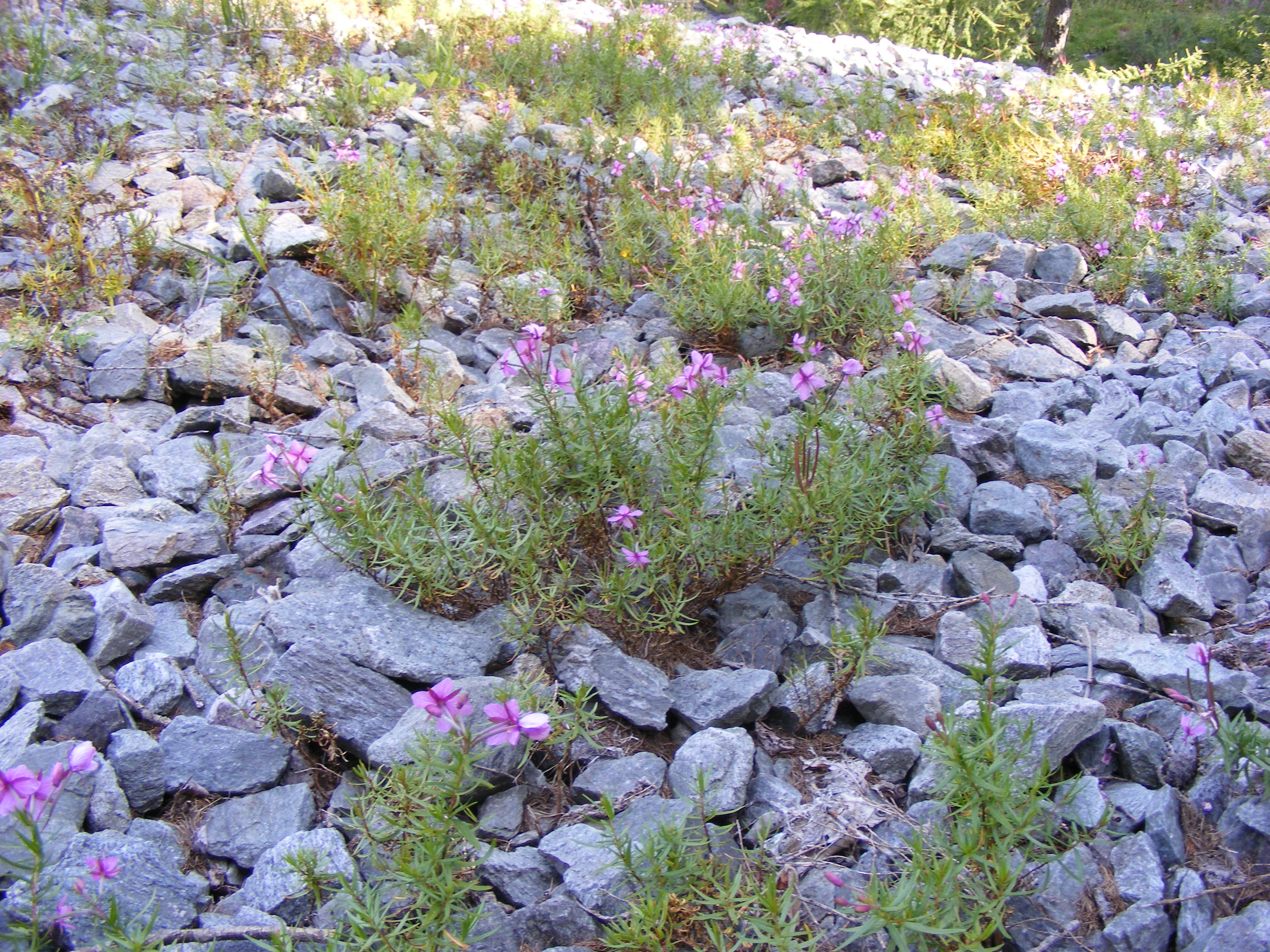
Habitus im Habitat

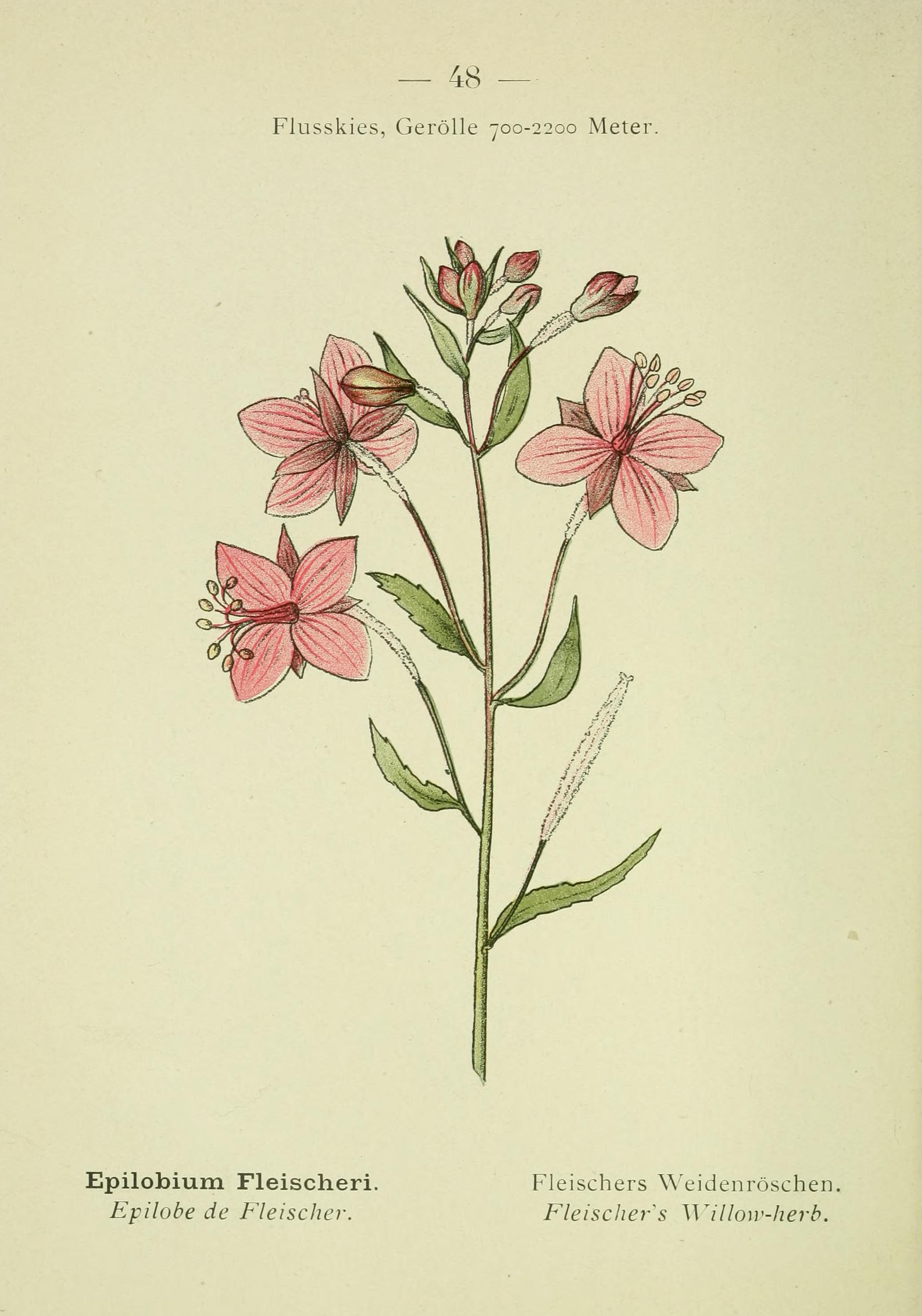
Illustration aus Alpen-Flora – Westalpen, S. 95

### Vegetative Merkmale
Fleischers Weidenröschen wächst als ausdauernde krautige Pflanze oder Halbstrauch und erreicht Wuchshöhen von 20 bis 40 Zentimetern. Es besitzt dicke, fleischige, unterirdische Ausläufer, die rot überlaufen sind. Die zahlreichen niederliegenden bis bogig aufsteigenden Stängel, die im unteren Teil leicht verholzen, sind kahl oder oberwärts mit sehr kurzen Haaren spärlich besetzt.
Die wechselständig angeordneten Laubblätter sind sitzend. Die einfache Blattspreite ist linealisch-lanzettlich, meist unterhalb der Mitte verbreitert und drüsig gezähnt. Die Blätter sind beiderseits gleichfarbig grün.

### Generative Merkmale
Die Blütezeit reicht von Juli bis September. Fünf bis zehn gestielte Blüten sind aufrecht abstehend in einem traubigen Blütenstand angeordnet.
Die zwittrige Blüte ist etwas zygomorph und vierzählig mit doppelter Blütenhülle. Die Blüten sind mit einer Länge von etwa 15 Millimetern relativ groß. Die Kelchblätter sind tiefrot und schmal. Die Krone besitzt einen Durchmesser von bis zu 3 Zentimetern mit vier rosaroten Kronblättern. Es sind zwei Kreise mit je vier Staubblättern vorhanden, die rötlich sind mit grauen Staubbeuteln. Die Griffel sind dick, in der unteren Hälfte bis zum Krümmungsansatz weißfilzig. Die Narbe ist tier vierlappig.
Die Kapselfrucht ist dicht weiß filzig behaart und 3 bis 5 Zentimeter lang. Es sind viele Samen in einer Reihe in jedem Fruchtfach vorhanden.
Es liegt Diploidie vor und die Chromosomenzahl beträgt 2n = 36.

## Ökologie
Fleischers Weidenröschen ist ein ausgesprochener Rohbodenpionier. Mit zahlreichen Ausläufern und den dank ihres Haarschopfs flugtüchtigen Samen erobert sie rasch neue Geröllflächen. Mit seinen auffallenden Blüten, die Insekten anlocken, kann es sogar das Risiko der Selbststerilität eingehen.

## Vorkommen und Gefährdung
Fleischers Weidenröschen ist nur in den Alpen (besonders in den Westalpen) von den Tallagen bis in Höhenlagen von 2700 Metern verbreitet. Es hat ursprüngliche Vorkommen in Frankreich, Italien, Deutschland, der Schweiz und in Österreich. In den Allgäuer Alpen steigt es von 900 Meter an der Ostrach bei Hinterstein bis zu einer Höhenlage von 1300 Metern auf. In Graubünden steigt es bis 2530 Meter, im Kanton Wallis bis zu einer Höhenlage von 2700 Meter auf. Diese kalkmeidende Art ist ein Erstbesiedler auf Kies(bänken), Geröll, Flussschotter, Moränen und feuchtem Schutt. Chamaenerion fleischeri gilt in Mitteleuropa als Charakterart des Epilobietum fleischeri.
Die ökologischen Zeigerwerte nach Landolt & al. 2010 sind in der Schweiz: Feuchtezahl F = 3+w+ (feucht aber stark wechselnd), Lichtzahl L = 5 (sehr hell), Reaktionszahl R = 4 (neutral bis basisch), Temperaturzahl T = 2 (subalpin), Nährstoffzahl N = 3 (mäßig nährstoffarm bis mäßig nährstoffreich), Kontinentalitätszahl K = 3 (subozeanisch bis subkontinental).
In Österreich ist Fleischers Weidenröschen zerstreut in Tirol und Vorarlberg anzutreffen und gilt als gefährdet.
Fleischers Weidenröschen ist sowohl durch natürliche Veränderung der Standorte (Verbuschung) als auch durch menschliche Eingriffe bedroht. Ihre letzten Bestände verdienen Schutz.

## Systematik und botanische Geschichte
Diese Art wurde von Franz von Fleischer (1801–1878), dem späteren Professor in Stuttgart-Hohenheim, am Ortler in Südtirol 1825 entdeckt und nach ihm benannt.
Die Erstbeschreibung als Epilobium fleischeri erfolgte 1826 durch Christian Ferdinand Friedrich Hochstetter (1787–1860) in Flora; oder (allgemeine) botanische Zeitung, Band 9, S. 85.
Ergebnissen molekulargenetischer Studien zufolge wird diese Art als Chamaenerion fleischeri (Hochst.) Fritsch von Epilobium abgetrennt. In nordamerikanischer Literatur ist häufig das Synonym Chamerion fleischeri (Hochst.) Holub zu finden.
Die Art Chamerion fleischeri (Hochst.) Holub gehört bei Wagner 2007 gehört zur Sektion Chamerion sect. Rosmarinifolium (Tacik) Holub aus der Gattung Chamerion (Raf.) Raf. im Tribus Epilobieae Endl. Doch ist der bereits 1754 veröffentlichte Name Chamaenerion Ség. der akzeptierte Name dieser Gattung. Deshalb ist Chamaenerion fleischeri (Hochst.) Fritsch in Excursionsflora fur Oesterreich (mit Ausschluss von Galizien, Bukowina und Dalmatien)... Wien, 1897, S. 392 veröffentlichte Name der akzeptierte Artname.